# La insostenible lleugeresa del ser (pel·lícula)
La insostenible lleugeresa del ser (títol original: The Unbearable Lightness of Being) és una pel·lícula estatunidenca dirigida per Philip Kaufman segons la novel·la homònima de Milan Kundera, estrenada el 1988. Ha estat doblada al català.
Posa en escena Juliette Binoche i Daniel Day-Lewis.
La pel·lícula conta la Primavera de Praga i les seves conseqüències a través del destí de diversos personatges: un cirurgià (Daniel Day-Lewis), la seva dona (Juliette Binoche) i la seva amant (Lena Olin). La pel·lícula ha estat rodada en part a París i a Lió (Cour des Voraces sobretot).

## Argument
La insostenible lleugeresa del ser tracta de Tomas (Daniel Day-Lewis), un reconegut cirurgià txec –en la Txecoslovàquia comunista- que un dia ha d'anar a una ciutat de balnearis per realitzar una operació. Allà, coneix la cambrera Tereza (Juliette Binoche), que somnia deixar la seva vida en una ciutat petita. El segueix a Praga i cohabita amb ell, complicant els afers sexuals extradomèstics de Tomas.
Tomas demana a Sabina que ajudi Tereza a treballar com a fotògrafa. Tereza està fascinada i gelosa, ja que Sabina i Tomas són amants. La seva angoixa sobre el seu multiamor és interrompuda pels tancs soviètics que envaeixen Txecoslovàquia. Enmig de la confusió, Tereza fotografia la invasió soviètica, llavors passa els rodets de pel·lícula a estrangers que ho passen de contraban a l'Oest. Veient la realitat que substitueix la Primavera de Praga, Tomas, Sabina, i Tereza fugen de Txecoslovàquia cap a Suïssa; primer Sabina, després Tomas -vacil·lant- i Tereza.

## Repartiment
- Daniel Day-Lewis: Tomas
- Juliette Binoche: Tereza
- Lena Olin: Sabina
- Derek de Lint: Franz
- Erland Josephson: l'ambaixador
- Pavel Landovský: Pavel
- Donald Moffat: el cirurgià en cap
- Tomek Bork: Jiri
- Daniel Olbrychski: el membre del Ministeri de l'Interior
- Stellan Skarsgård: l'enginyer
- Bruce Myers: el periodista txec
- Pavel Slaby: el nebot de Pavel
- Pascale Kalensky: la infermera Katja
- László Szabó: l'interrogador rus
- Jacques Ciron: el director del restaurant suís
- Anne Lonnberg: la fotògrafa suïssa
- Consuelo de Haviland

## Producció
La pel·lícula és una producció dels Estats Units i va ser dirigida per un director americà, Philip Kaufman, però presenta un repartiment en gran part europeu, incloent-hi Daniel Day-Lewis (britànic), Juliette Binoche (francesa), Lena Olin i Stellan Skarsgård (suecs) i Derek de Lint (holandès). Es va rodar a França més que a Txecoslovàquia; en les escenes que descriuen la invasió soviètica, les seqüències arxivístiques es combinen amb material nou rodat a Lió. L'escena en la qual Tomas és seduït per una dona mentre neteja finestres es va rodar en el llavors no restaurat Hôtel de Beauvais en el 4t arrondissement de París (ara Cort d'Apel·lació).

## Premis i nominacions

### Premis
- 1989. BAFTA al millor guió adaptat per Jean-Claude Carrière i Philip Kaufman

### Nominacions
- 1989. Oscar al millor guió adaptat per Jean-Claude Carrière i Philip Kaufman
- 1989. Oscar a la millor fotografia per Sven Nykvist
- 1989. Globus d'Or a la millor pel·lícula dramàtica
- 1989. Globus d'Or a la millor actriu secundària per Lena Olin